# فرودگاه بین‌المللی راس الخیمه
 فرودگاه بین‌المللی راس الخیمه (به انگلیسی: Ras Al Khaimah International Airport) یک فرودگاه همگانی با کد یاتا RKT است که یک باند فرود آسفالت دارد و طول باند آن ۳۷۶۰ متر است. این فرودگاه در شهر راس الخیمه کشور امارات متحده عربی قرار دارد و در ارتفاع ۳۱ متری از سطح دریا واقع شده‌است.